# Freek de Jonge
Pour les articles homonymes, voir de Jonge.
Frederik Jan Georg (Freek) de Jonge est un artiste néerlandais, né le 30 août 1944. 

## Biographie
Il nait dans le village de Westernieland (commune de De Marne, province de Groningue). Sa famille (son père est pasteur) déménage à Workum puis, plus tard, à Zaandam et à Goes. À 11 ans, Freek fit sa première apparition sur scène. Après une scolarité secondaire difficile, il étudie l'anthropologie culturelle à Amsterdam. Durant ses études, il rencontre  Bram Vermeulen et Johan Gertenbach. Ensemble, ils créèrent un groupe d'artistes de cabaret : Neerlands Hoop.
En 1978, Neerlands Hoop, par le spectacle Bloed aan de paal, se rend célèbre dans son combat contre la participation de l'équipe des Pays-Bas de football à la coupe du monde de football en Argentine.
En 1979, Neerlands Hoop se sépare et Freek de Jonge commence sa carrière solo.
En plus de ses apparitions sur scène, Freek de Jonge écrit des romans, présente des émissions de télévision et réalise des films. Il est acteur dans ses propres films et dans quelques autres dont Mira de Fons Rademakers (1971). Il a également composé une chanson hip hop pour le rappeur néerlandais Brainpower.
En 1994, Freek de Jonge commence à collaborer avec Nits. Sous le nom de FRITS, ils reprennent de nombreuses chansons de Neerlands Hoop et sortent un album en 1995 : Dankzij de Dijken. Freek de Jonge continue par la suite à collaborer avec le clavier de Nits, Robert Jan Stips : STIPS sort deux albums : Gemeen Goed en 1997 puis Rapsodia en 1998. Une reprise de Death is not the end de Bob Dylan atteint la première place du hit-parade néerlandais en 1997.
De 1997 à octobre 2000, Freek de Jonge est éditorialiste du quotidien Parool.
Il commence une nouvelle expérience durant l'année 1999 : sous le nom de De Jonge, il donne dix spectacles différents reprenant toutes les formes de cabaret.
En février 2004, il surprend les Pays-Bas en allant passer une semaine en Irak pour chanter pour les troupes néerlandaises.
Le 12 novembre 2005, il a reçu le prix Groenman décerné par la Genootschap Onze Taal.
Freek de Jonge est marié à Hella Asser, fille d'Eli Asser ; ils ont deux enfants mais en ont perdu un troisième à trois mois.

## Spectacles

### Avec Neerlands Hoop
- 1970 : Neerlands Hoop In Bange Dagen
- 1971 : Live In Wadway (n.h.)
- 1971 : Neerlands Hoop In Panama
- 1972 : Plankenkoorts
- 1973 : Weerzien In Panama
- 1974 : Neerlands Hoop Express
- 1975 : Ingenaaid Of Gebonden
- 1977 : Interieur
- 1978 : Bloed Aan De Paal
- 1979 : Offsmboet Ippq Dpef (Neerlands Hoop Code)

### En solo
- 1980 : De Komiek
- 1981 : De Tragiek
- 1982 : De Mars
- 1983 : De Mythe
- 1983 : De Openbaring (Oudejaarsconference)
- 1983 : Stroman en Trawanten
- 1984 : Een verademing (Oudejaarsconference)
- 1985 : De Bedevaart
- 1985 : De Finale (Oudejaarsconference)
- 1986 : Het Damestasje
- 1987 : De Pretentie
- 1988 : De Goeroe en de Dissident
- 1989 : De Volgende
- 1989 : De Ontlading (Oudejaarsconference)
- 1992 : Losse nummers
- 1992 : De Estafette (Oudejaarsconference)
- 1994 : De Tol
- 1996 : Langzame Liedjes
- 1996 : Het Luik (Oudejaarsconference) de brand (nieuw jaarsconference)
- 1997 : Gemeen goed
- 1998 : Rapsodia
- 1998 : Papa Razzia (Oudejaarsconference)
- 2000 : De Conferencier, Het Boekenweekgeschenk En De Leugen
- 2000 : De Gillende Keukenmeid (Oudejaarsconference)
- 2001 : Het Laatste Oordeel (Oudejaarsconference)
- 2002 : Parlando (avec het Metropole Orkest)
- 2003 : De Stemming (Verkiezingsconference)
- 2004: De Vergrijzing
  - De Ganse Schepping
  - Het Offer
  - De Ontgroening
  - De Loods
  - (De Hond Van) Jonas
  - De Vergrijzing
  - De Waan
  - The Happy Few
  - Hunebedrock
  - Hollywooddream
  - De Sterfscène (avec Theo Maassen)
  - Neerlands Hoop In Memoriam
  - De Grote Normen En Waarden Show
  - FRITS 2
- 2005 : Cordon Sanitaire
- 2005 : Freek Doet De Deur Dicht
- 2006 : Wat Is Er Nog Heilig ?
- 2006 : De Stemming 2006 (Verkiezingsconference)
- 2007 : De Toeschouwer

## Livres
- 1987 : Zaansch Veem
- 1990 : De Brillenkoker
- 1991 : Neerlands Bloed
- 1993 : Opa's Wijsvinger
- 1995 : De Rode Draad
- 2000 : De Hoekvlag
- 2004 : Door De Knieën
- 2004 : Leven Na De Dood
- 2006 : De Toeschouwer

## Films
- 1971 : Mira, de Fons Rademakers
- 1983 : L'Illusionniste (De illusionist) de Jos Stelling
- 1986 : De KKKomediant